# دیرمان‌یانی
دیرمان‌یانی (ترکی آذربایجانی: Dəyirmanyanı) یک منطقهٔ مسکونی در جمهوری آرتساخ است که در استان کاشاتاق واقع شده‌است.